# Idzi Panic
Idzi Panic (ur. 24 listopada 1952 w Wodzisławiu Śląskim) – polski historyk, profesor nauk humanistycznych, pracownik naukowo-dydaktyczny Uniwersytetu Śląskiego. Kierownik Zakładu Historii Średniowiecznej od 1998 do 30 września 2017. Od 1 października 2017 do 30 września 2018 kierownik Zakładu Historii Średniowiecznej i Nauk Pomocniczych Historii w Instytucie Historii Wydziału Nauk Społecznych Uniwersytetu Śląskiego.

## Życiorys
Absolwent LO w Kietrzu (1971). Studia historyczne odbył na Uniwersytecie Śląskim w latach 1971–1976, równolegle studiował prawo i filologię klasyczną. Doktor nauk humanistycznych od 1980, doktor habilitowany od 1992, tytuł profesora otrzymał w 1999. Był dyrektorem Instytutu Historii UŚ (1988–2002) i wicedyrektorem ds. naukowych (2002–2008). W latach 1979–1990 nauczał języka łacińskiego i historii w Liceum Ogólnokształcącym im. M. Kopernika w Cieszynie. W 1989 był współzałożycielem Związku Górnośląskiego. 
Zajmuje się głównie historią średniowiecza oraz dziejami Górnego Śląska i Śląska Cieszyńskiego. Od połowy lat 80. XX wieku prowadzi badania nad Całunem Turyńskim, zwieńczone publikacją monografii Tajemnica Całunu (2010). Działa również w radzie społecznej muzeum w Wodzisławiu Śląskim. Członek Collegium Invisibile.
Był członkiem Śląskiego Społecznego Komitetu Poparcia Jarosława Kaczyńskiego w wyborach prezydenckich w 2010.
W 2011 otrzymał Nagrodę im. Karola Miarki, a w 2007 Nagrodę im. ks. Leopolda Jana Szersznika. W 2012 został członkiem Komitetu Nauk Historycznych PAN.
Pod jego kierunkiem stopień naukowy doktora uzyskali m.in. Jakub Morawiec i Bożena Czwojdrak.

## Ważniejsze publikacje
- Księstwo cieszyńskie w średniowieczu. Studia z dziejów politycznych i społecznych, Cieszyn 1988.
- Historia osadnictwa w księstwie opolskim we wczesnym średniowieczu, Katowice 1992.
- Stan i potrzeby badań nad historią Górnego Śląska w czasach średniowiecznych i nowożytnych, pod red. Idziego Panica, Cieszyn 1994.
- Początki Węgier. Polityczne aspekty formowania się państwa i społeczeństwa węgierskiego w końcu IX i w pierwszej połowie X wieku, Cieszyn 1995.
- Książę cieszyński Przemysław Noszak (*ok. 1332 + 1410). Biografia polityczna, Cieszyn 1996.
- Ostatnie lata Wielkich Moraw, Katowice 2000 (wyd. II 2003).
- Żory we wczesnym średniowieczu. Z badań nad historią miasta, Żory 2000.
- Urbarz Cieszyński z 1577 roku, ed. Idzi Panic, Cieszyn 2001.
- Wybór źródeł do dziejów Ustronia, tom 1, wybrał, łacińskie teksty tłumaczył, do druku przygotował Idzi Panic, Cieszyn – Ustroń 1996.
- Zbiór praw i porządków ziemskich księstwa cieszyńskiego, Cieszyn 2001.
- Samorządowość i elity władzy w Cieszynie na przestrzeni dziejów, praca zbiorowa pod red. Idziego Panica, Cieszyn 2002.
- Żory. Pod rządami Przemyślidów i Habsburgów. Z badań nad historią miasta w latach 1327–1742, Żory 2002[10].
- Urbarz Cieszyński z 1621 r., ed. Idzi Panic, Cieszyn 2003.
- Urbarz cieszyńskiego klucza dóbr książęcych z 1646 roku, ed. Idzi Panic, Cieszyn 2005.
- Studia z dziejów Skoczowa w czasach piastowskich, Skoczów – Tarnów 2005.
- Dzieje Górek Wielkich i Małych, Cieszyn – Brenna 2005.
- Zachodniosłowiańska nazwa „Niemcy” w świetle źródeł średniowiecznych, Katowice 2007.
- Dzieje Śląska Cieszyńskiego od zarania do czasów współczesnych, pod red. Idziego Panica, t. 1–6, Cieszyn 2009–2016 [autor tomu 2. i 3., red. całości].
- Dzieje Cieszyna od pradziejów do czasów współczesnych, praca zbiorowa pod red. Idziego Panica, t. 1–3, Cieszyn 2010 [autor tomu 1., red. całości].
- Tajemnica Całunu, Kraków 2010.
- Osobliwości skoczowskie = Skotschauer Denkwürdigkeiten, wydał Idzi Panic ; tł. [z niem.] tekstu źródła Maria Jolanta Panic i Idzi Panic, Cieszyn 2013.
- Jak my ongiś godali: język mieszkańców Górnego Śląska od średniowiecza do połowy XIX wieku (2015)
- Język mieszkańców Śląska Cieszyńskiego od średniowiecza do połowy XIX wieku (2016)